# Ablabera nigricans
Ablabera nigricans är en skalbaggsart som beskrevs av Hermann Burmeister 1855. Ablabera nigricans ingår i släktet Ablabera och familjen Melolonthidae. Inga underarter finns listade i Catalogue of Life.